# 若林正俊
若林正俊（1934年7月4日—2023年11月11日）、日本政治家。曾任參議院議員（2屆）、眾議院議員（3屆）。安倍内閣的環境大臣（第8任）、農林水産大臣（第44任、46任）。屬於自由民主黨。長野縣長野市（舊篠井市内）出身。

## 經歷
成蹊高等學校、之後東京大學法學部第1類（私法課程）畢業。大學時代十足愛好柔道運動。
畢業後任職於農林水産省、國土廳官房總務課長等職，1983年初贏得第37回總選舉、接著贏得1986年第38回衆議院議員總選舉。歷任總務政務次官等職、1990年第39回衆議院議員總選舉落選。這次總選舉面對舊長野一區固定名額3人：由自民黨官方認可的田中秀征（當時為原衆議院議員）・小坂憲次（在開始時小坂善太郎的次男就繼承其已引退父親的選區地盤）等3人當選，結果若林落選。
1993年第40回衆議院議員總選舉在先驅新黨轉籍來的田中之後得到86582票，若林、小坂依次當選。1996年第41回衆議院議員總選舉在新長野一區固定名額1人，卻由新進黨轉籍來的小坂當選。若林緊接田中之後順位第3、再次第2度落選。1998年参議院議員轉換為第18回參議院議員通常選舉，在長野選舉區與北澤俊美（民主黨）2人依次當選。之後與復黨的小坂在選舉中通力合作。2004年第20回參議院議員通常選舉與北澤2人依次當選。
2006年初次入閣擔任安倍内閣的環境大臣。松岡利勝農林水産大臣（任職時段：平成19年（2007年）5月28日 - 6月1日）任內過世，臨時代理農林水産大臣之職務。
8月1日農林水産大臣赤城德彦辭任，若林再兼任農林水産大臣。8月27日内閣重組閣員解散，9月3日農林水産大臣遠藤武彦辭任，9月4日若林再度就任農林水産大臣。

## 個人相關事項
- 若林長子為若林健太（注册会计师）。若林健太2006年8月宣示出馬競選長野縣知事，之後卻又表示不參選。
- 屬於支援北京奧林匹克運動會議員會、日韓議員聯盟等議員聯盟團體。
- 接受消費者金融（サラ金）業界之政治團体「全國貸金業政治聯盟」（全政連）提供之資金。

## 涉及醜聞

### 會計帳目不清
2007年2月20日，讀賣新聞調査2004年日本參議院選舉中若林的選舉活動費用收支報告書、發覺到登載的收支與實際的收支有所異常。在選舉活動費用中出現日幣400多万円的剩餘金，而這筆剩餘金並沒載入在選舉活動費用收支報告書中。至於這筆沒載入在選舉活動費用收支報告書中的剩餘金，被保管在自由民主黨支部的金庫内。進一步說，在選舉活動費用收支報告書中的故意虚偽記載就是違反日本公職選舉法。

### 偷按他人投票鈕而請辭議員
2010年4月2日，因為他曾在參議院中暗中且未獲授權下，偷按鄰座的參議員青木幹雄之表決器而呈辭參議員，結束其政治生涯。此一非法事件是日本議會史上首見。

## 外部連結
- （日語）若林正俊議員網頁